# Stenolis calligramma
Stenolis calligramma là một loài bọ cánh cứng trong họ Cerambycidae.